# 佩蒂特約翰鎮區 (阿肯色州康韋縣)
佩蒂特約翰鎮區（英語：Petit Jean Township）是位於美國阿肯色州康韋縣的一個行政鎮區。

## 地方資料
佩蒂特約翰鎮區的面積為20.87平方千米，當中陸地面積為20.69平方千米，而水域面積為0.18平方千米。根據2010年美國人口普查的數據，當地共有人口101人，而人口密度為每平方千米4.84人。